# LAG 40

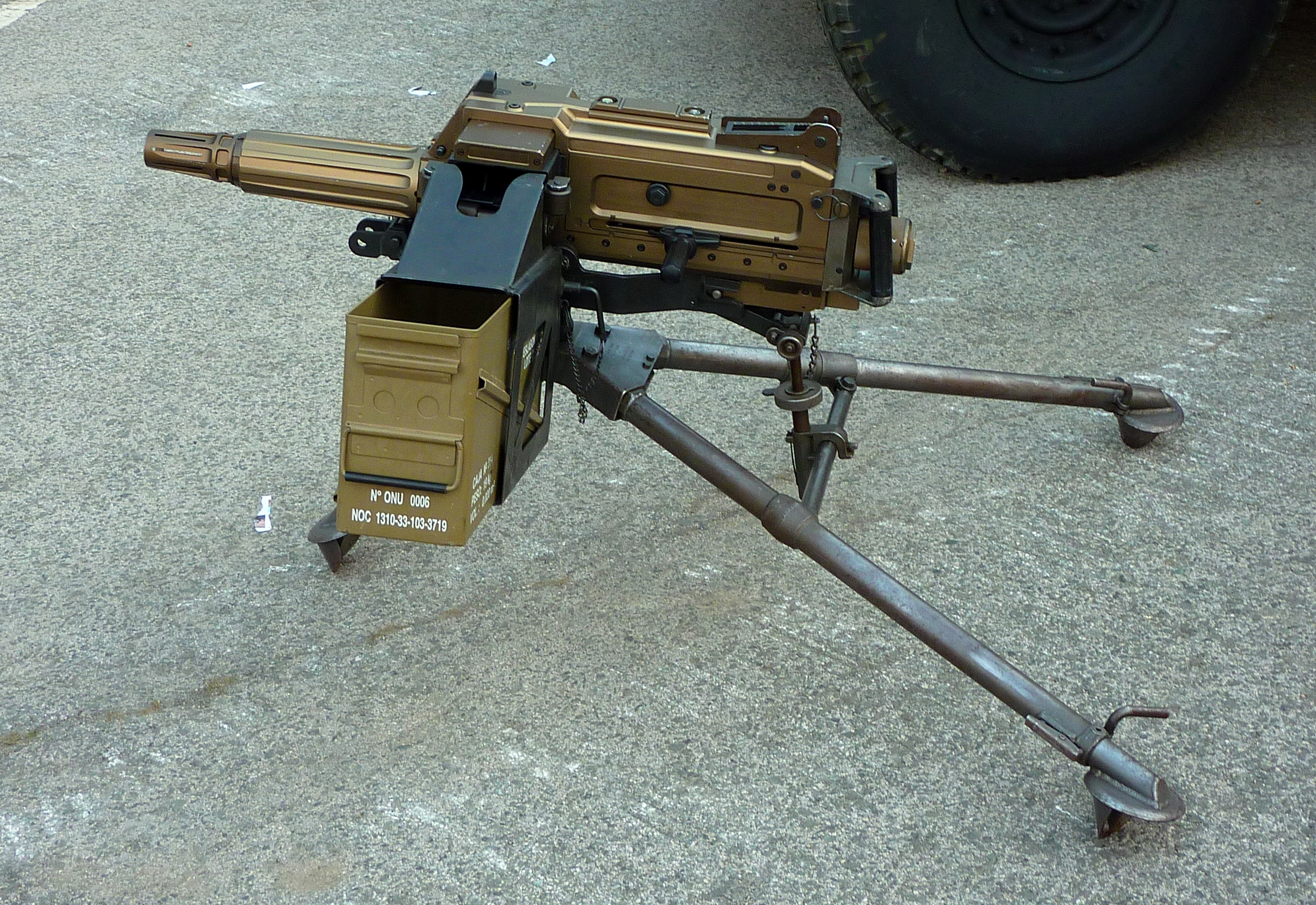
LAG 40

Le LAG 40 (lance-grenades LAG-40 SB-M1) est un lance-grenades automatique à courroie de 40 mm, développé et produit en Espagne par Santa Bárbara Sistemas.

## Opérateurs
- Espagne : Armée espagnole, Infanterie de marine espagnole, Garde civile espagnole.
- Brésil : Corps des Marines du Brésil[2].
- Colombie : Marine colombienne
- Portugal : Armée du Portugal.
- Philippines

## Galerie

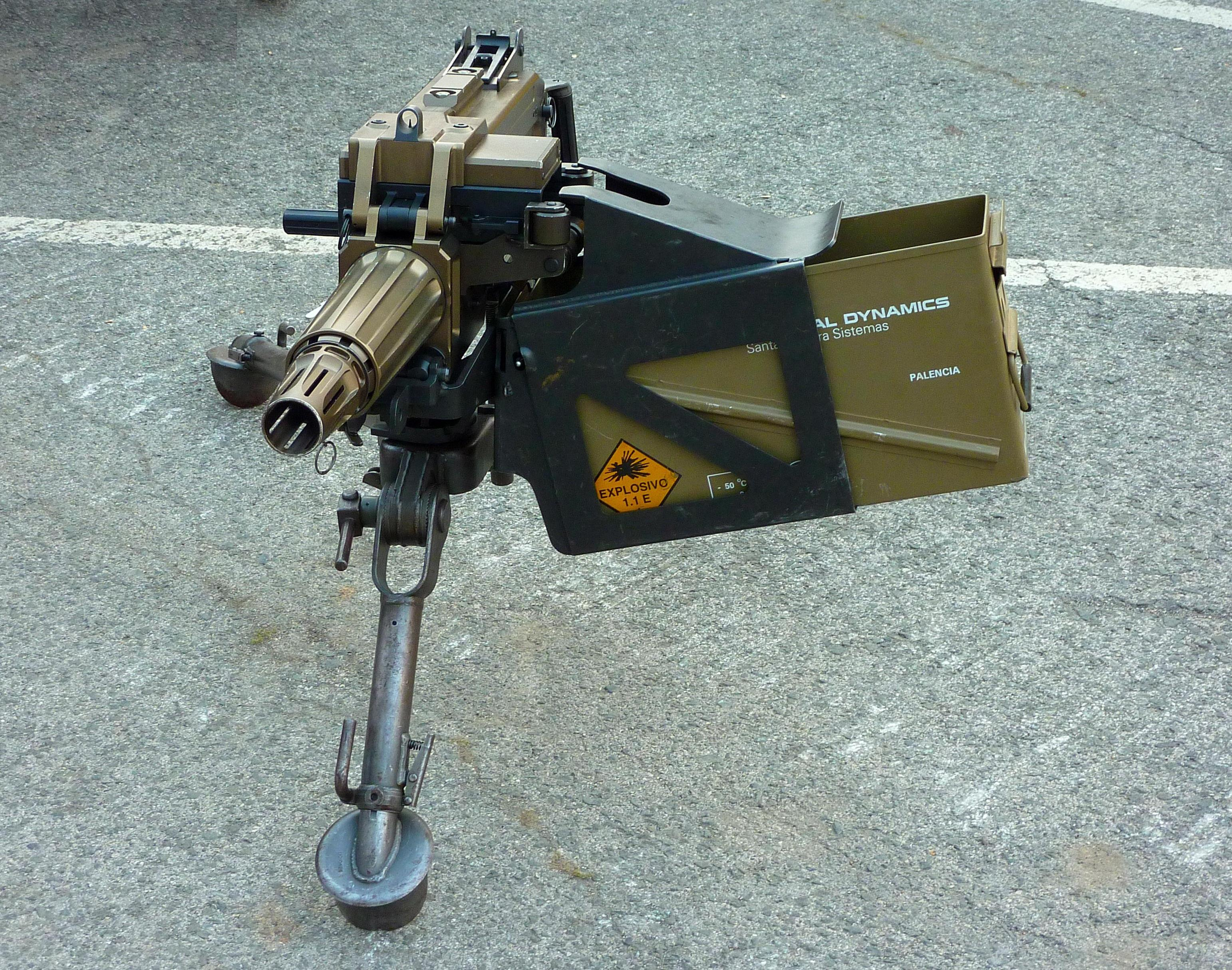
Vue de face.
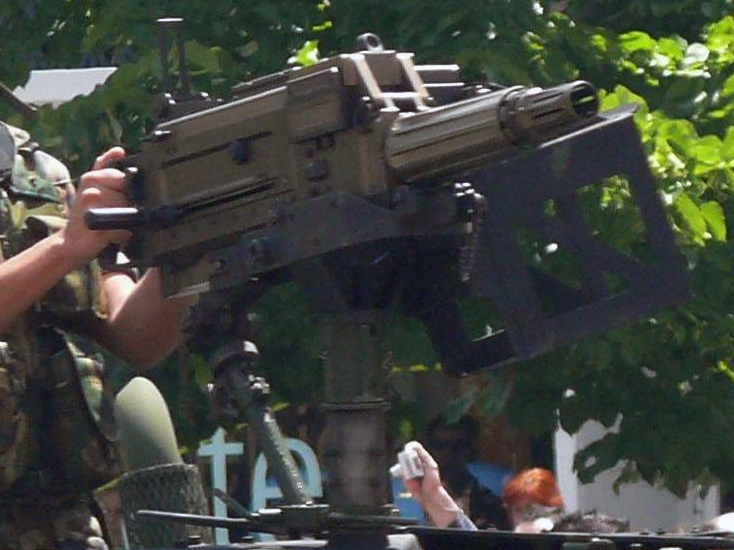
Monté sur un Humvee du Corps des Marines espagnols.
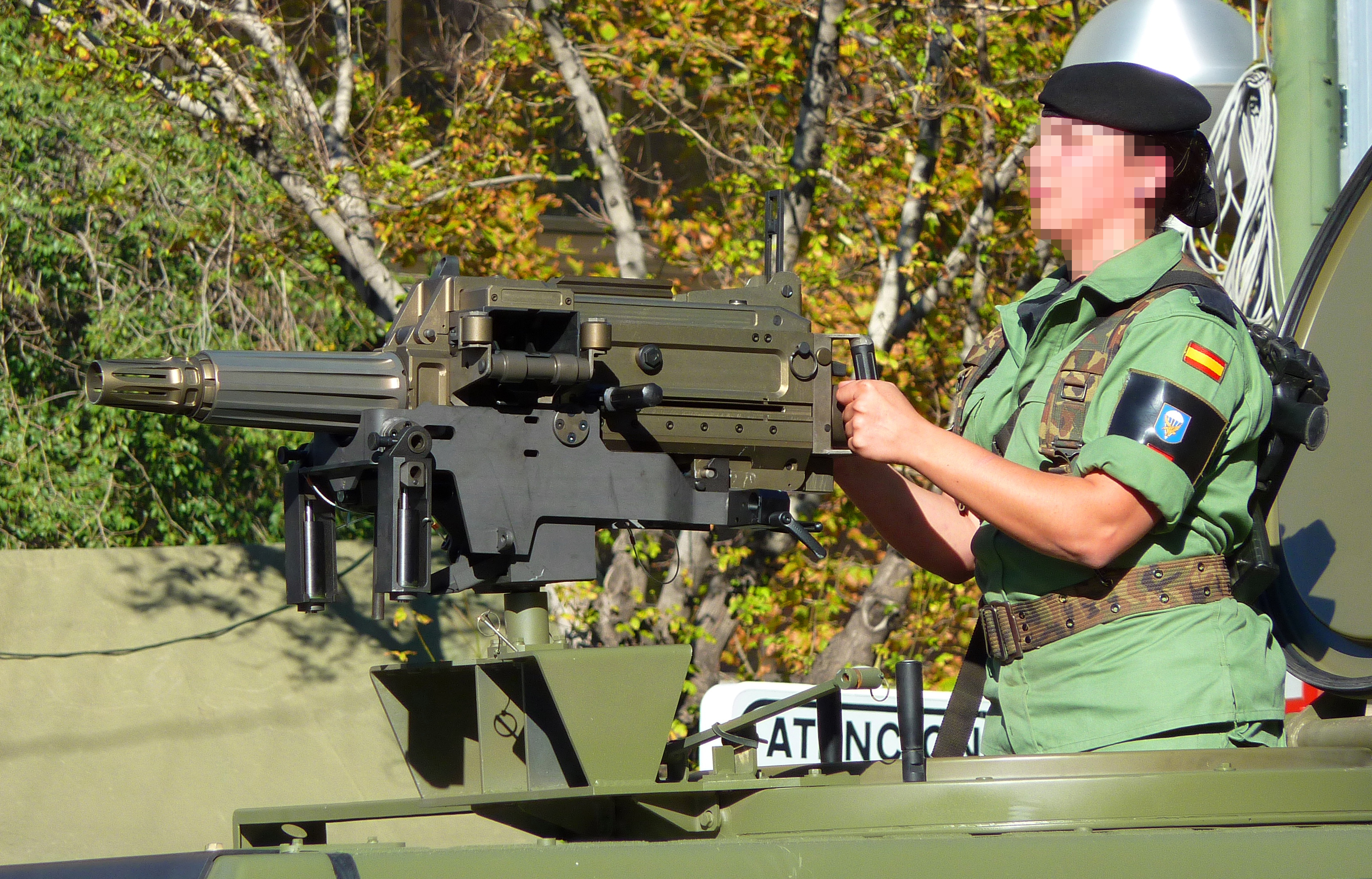
LAG-40 sur un Iveco LMV Lince de l'Armée espagnole.